# Машевские
Маше́вские (пол. Maszewski) — польский шляхетский и дворянский род. Представители рода относятся к гербам Любич, Новина и к собственным гербам Машевский (разновидность герба Новина), Машева.

## История
Род Машевских известен с XIV века. Самый ранний известный представитель рода Машевских — польский шляхтич Бронислав Анджей Машевский (пол. Bronisław Andrzej Maszewski) (?—1687) из Краковского воеводства Речи Посполитой. Согласно некоторым сохранившимся документам, он бросил училище, оборвал связи со своей семьёй и бежал из «коронной» Польши в «Литовскую провинцию». Также указывается, что Бронислав Машевский владел имением Порплище.
Бронислав Анджей Машевский (пол. Bronisław Andrzej Maszewski) был женат на Регине Прозоркевич (урождённой Обрицкой) (пол. Regina Prozorkiewicz, Obrycka). У них было пять сыновей:
1. Юзеф Машевский (пол. Józef Maszewski), женившийся на Констанции Лёсовской (пол. Konstancja Łosowska);
2. Пётр Машевский (пол. Piotr Maszewski) (условный родоначальник Виленской ветви Машевских) — на Елене Бобятинской (пол. Helena Bobiatyńska);
3. Александр Машевский (пол. Aleksander Maszewski) — на представительнице рода Конопацких (пол. Konopacki);
4. Ян Машевский (пол. Jan Maszewski) (условный родоначальник Минской ветви Машевских) — на представительнице рода Богушевских (пол. Boguszewski);
5. Якуб Машевский (пол. Jakub Maszewski) — на представительнице рода Коноплянских (пол. Konoplański).

### Виленская ветвь
Первоначально, в 1728 году Пётр Машевский (пол. Piotr Maszewski) и его жена Елена Бобятинская (пол. Helena Bobiatyńska) приобрели имение Матюшино (пол. Matiuszyno) в окрестностях Лепеля в Полоцком воеводстве Великого княжества Литовского. Позже их дети переехали в Виленское воеводство.
У Петра Машевского (пол. Piotr Maszewski) и Елены Бобятинской (пол. Helena Bobiatyńska) было два сына:
1. Ян Машевский (пол. Jan Maszewski);
2. Томаш Машевский (пол. Tomasz Maszewski), жена Фелициана Следзинская (пол. Feliciana Śledzińska).

У Томаша Машевского (пол. Tomasz Maszewski) и Фелицианы Следзинской (пол. Feliciana Śledzińska) также было два сына:
1. Юзеф Машевский (пол. Józef Maszewski);
2. Францишек Машевский (пол. Franciszek Maszewski).

В 1787 году внук Петра Машевского Францишек Машевский (пол. Franciszek Maszewski) — комиссар (пол. komisarz) Лидского повета, в результате договора дарения со своей женой, получил во владение имение Винковцы (пол. Winkowce) в предместье Лиды. С этого времени Виленская ветвь рода Машевских стала проживать в Лидском повете.
У Францишека Машевского (пол. Franciszek Maszewski) было два сына:
1. Станислав Машевский (пол. Stanisław Maszewski);
2. Викентий Машевский (пол. Wincenty Maszewski), жена Генрика Хаевская-Нарбут (пол. Henryka Hajewska-Narbutt), дочь Камилла Машевская (пол. Kamila Maszewska).

Правнук Францишека Машевского (пол. Franciszek Maszewski) — Сигизмунд Мокржецкий (пол. Zygmunt Mokrzecki) (1865—1936) — российский и польский энтомолог, профессор энтомологии Таврического университета в Симферополе, заведующий кафедрой энтомологии и охраны леса Главной школы сельского хозяйства (Szkoły Głównej Gospodarstwa Wiejskiego) в Варшаве. Он родился в имении Дзитрыки Белогрудской волости (Польша) в семье польского шляхтича Александра Мокржецкого (пол. Aleksander Mokrzecki) и Камиллы Мокржецкой (урождённой Машевской) (пол. Kamila Mokrzecka, Maszewska). Сигизмунд Мокржецкий был седьмым ребёнком в семье. После смерти матери в возрасте около одного года его отдали на воспитание бабушке с дедушкой в родовое имение Винковцы (пол. Winkowce) недалеко от Лиды. Бабушка, занималась сбором лекарственных растений и оказала большое влияние на развитие интереса к природе у внука. Первым учителем мальчика стал управляющий имением. Также у него были братья Адам Мокржецкий (пол. Adam Mokrzecki) (1856—1921) — военный деятель, дослужившийся до генеральского чина; и Стефан Мокржецкий (пол. Stefan Mokrzecki) (1862—1932) — сподвижник Люциана Желиговского (пол. Lucjan Żeligowski).
Некоторые представители Виленской ветви рода Машевских проживали также и в Вильно.

### Минская ветвь
Минская ветвь рода Машевских проживала в окрестностях местечка Столбцы Минского уезда в имении Прусиново (пол. Prusinowo), которое в начале XIX века приобрёл у известнейшего княжеского рода Радзивиллов Ромуальд-Ян Тадеуш Юзефович Машевский (пол. Romuald Jan Tadeusz Józef Maszewski) — сын Юзефа Машевского (пол. Józef Maszewski) и Марианны Толвинской (пол. Marianna Tołwińska). Усадьба включала усадебный дом, бровар, корчму, сад, оранжерею и теплицы для выращивания ананасов.
Ромуальд-Ян Тадеуш Юзефович Машевский (пол. Romuald Jan Tadeusz Józef Maszewski) был женат на Каролине Войнилович (пол. Karolina Wojniłowicz) из рода Войниловичей. У них было восемь детей: Оттон Антоний Машевский (пол. Otton Antoni Maszewski) (род. 08.09.1818), Юзеф Бронислав Машевский (пол. Józef Bronisław Maszewski) (род. 18.11.1819), Юзеф Артур Машевский (пол. Józef Artur Maszewski) (род. 06.10.1821), Владислав Михаил Машевский (пол. Władysław Michał Maszewski) (07.10.1824 — 03.05.1863), Зенон Ксаверий Машевский (пол. Zenon Ksawery Maszewski) (род. 30.06.1827), Нарцыз Ромуальд Кароль Машевский (пол. Narcyz Romuald Karol Maszewski) (род. 31.10.1832), Антонина Машевская (пол. Antonina Maszewska) и Фабиана Машевская (пол. Fabiana Maszewska).

### Утверждение во дворянстве
В 1740 году род Машевских был внесён в один из самых известных и авторитетных гербовников Речи Посполитой — гербовник «Korona Polska» (рус. «Корона Польская») Каспера Несецкого, изданного в четырёх томах во Львове в 1728—1743 годах. В 1773 году Полоцкий провинциальный суд вынес решение о дворянском происхождении рода Машевских. 19 ноября 1786 года Полоцкого Наместничества Губернский Предводитель Дворянства и Уездные Депутаты избранные для составления Дворянской родословной книги, на основании правил Всемилостивейшей Грамоты 21 апреля 1785 года Российскому Дворянству пожалованной, рассматривая представленные Невельскими орденатами доказательства объясняющие дворянские их достоинства на орденатские имения по тракту Невельскому на 300 волока земли по привилегии корола Сигизмунда III 17 февраля 1625 года благородному рицарству пожалованные, а от королей Владислава IV и Яна III подтвержденные, кроме того определения утверждающие дворянское их происхождение, 12 родов были признаны дворянскими, включая Машевских с герьбом Новина. Род Машевских с герьбом Новина был утверждён во дворянстве Российской империи именным указом императрицы Екатерины II от 11 сентября 1788 года. Род Машевских был включён в Дворянскую родословную книгу Виленской (1821 год) и Минской губерний (1-я часть; 1835 год) как род «действительного дворянства», то есть дворян, пожалованных в потомственное дворянское достоинство императорским дипломом, гербом и печатью.

## Машевские герба Новина
Представители данного рода Машевских, в числе других 130 фамилий, были отмечены гербом Новина и использовали данный герб.

Герб Новина

## Машевские собственного герба Машевских
Собственный герб Машевских является разновидностью («одмяной», модификацией) герба Новина.

## Машевские собственного герба Машева
В 1775 году Сейм Речи Посполитой пожаловал представителю рода Петру Машевскому (пол. Piotr Maszewski) собственный герб — Машева (пол. Maszewa).
В 1837 году сыну Якуба Машевского (пол. Jakub Maszewski) — Игнатию Машевскому (пол. Ignacy Maszewski) (1795—1856) — бурмистру города Сейны, а затем в 1840—1851 гг. президенту Влоцлавека, было пожаловано дворянство и герб Машева (пол. Maszewa).
12 мая 1842 года сын Якуба Машевского (пол. Jakub Maszewski) — Игнатий Машевский (пол. Ignacy Maszewski) (1795—1856) был пожалован дипломом на потомственное дворянское достоинство Царства Польского.
В 1856 году сын Игнатия Машевского (пол. Ignacy Maszewski) (1795—1856) — Станислав Машевский (пол. Stanisław Maszewski) — поручик Русской императорской армии, а затем таможенник, был лишён дворянства за злоупотребления на службе.
Герб Машева (пол. Maszewa) рода Машевских внесён в сборник дипломных гербов польского дворянства (часть 2, № 3), невнесённых в Общий Гербовник и Гербовник дворянских родов Царства Польского.

### Описание герба Машева
В зелёном поле два золотых ключа бородками вверх наружу в косой крест, над ними шестилучевая звезда; поверх красный пояс с серебряной каймой по краям.
На щите дворянский коронованный шлем. Нашлемник: три страусовых пера. Намёт на щите справа зелёный с золотом, слева красный с серебром.

Герб Машева — собственный герб Машевских.

## Известные представители рода
- Машевский, Владислав-Михаил Рамуальдович (1824—1863) — штабс-капитан армии Российской империи, участник польского восстания (1863—1864) в Слуцком уезде. Командир отряда повстанцев Слуцкого уезда. Погиб в бою с царскими войсками.
- Машевский, Ромуальд-Ян Тадеуш Юзефович — капитан наполеоновской армии и кавалер Ордена Почётного легиона.
- Машевский, Леонид Леонидович (1903—1962) — советский инженер-конструктор.